# Infiniti
Infiniti (Japans: インフィニティ) is de luxedivisie van automaker Nissan en hierbij aansluitend ook van Renault vanwege de Renault-Nissan-alliantie. Infiniti startte officieel haar verkoop op 8 november 1989 in Noord-Amerika. Marketingactiviteiten hebben er echter sindsdien toe geleid dat de auto’s beschikbaar zijn voor verkoop in het Midden-Oosten, Zuid-Korea, Kazachstan, Rusland, Taiwan, China en Oekraïne.
Infiniti begon additioneel de verkoop op de Europese markt in 2008.

## Historie
Infiniti werd in 1989 geïntroduceerd in de Verenigde Staten om te concurreren met de luxemerken van Toyota en Honda, respectievelijk Lexus en Acura. De eerste reclamecampagne, door Zen geïnspireerd en onder de naam "rocks and trees", was geen succes omdat er geen modellen werden getoond. Door andere reclame en omdat modellen prijzen wonnen werd Infiniti een belangrijke leverancier van luxe auto's.
Vooral het model Q45 droeg bij aan het succes van Infiniti. Deze luxe sedan viel op door zijn sterke motor van 278 PK, actieve vering en een luxueus interieur. Vooral ten opzichte van de Duitse merken BMW en Mercedes-Benz (die toentertijd de markt van Cadillac en Lincoln hadden overgenomen).

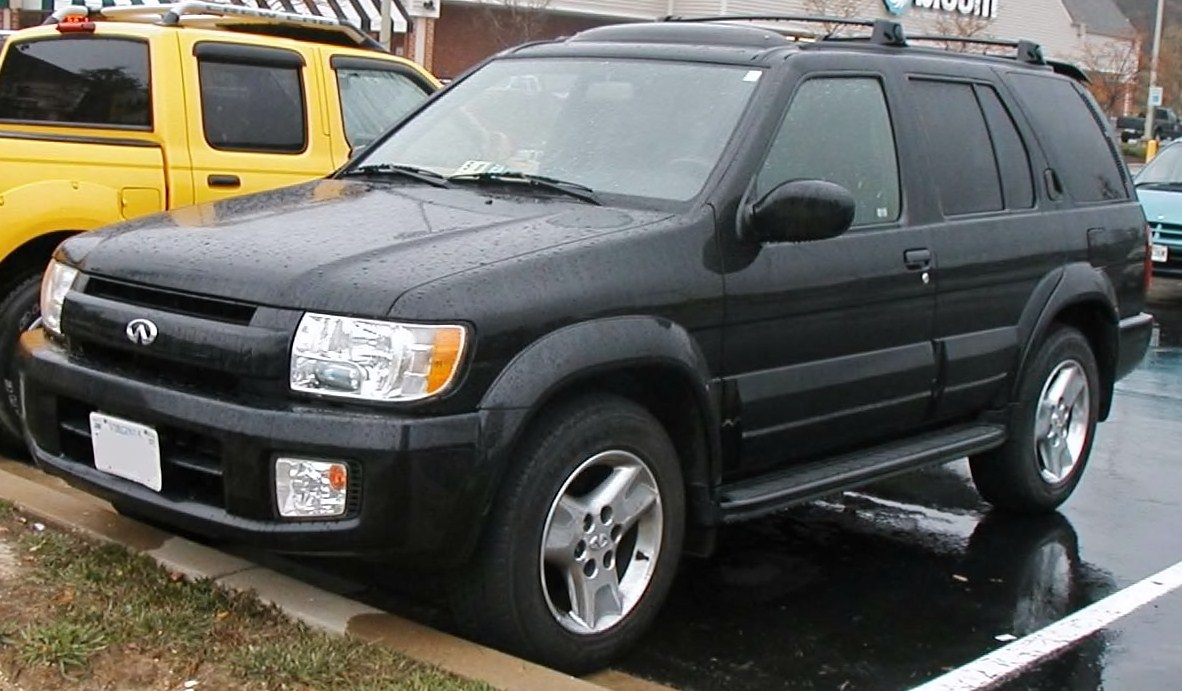
2001-2003 Infiniti QX4

In 1997 werd de QX4 uitgebracht, een gemoderniseerde en luxueuzere uitvoering van de Nissan Pathfinder. Hiermee was Infiniti de eerste fabrikant (afgezien van specialisten zoals Land Rover en Jeep) die met een middelgrote luxe-SUV op de markt kwam, vóór Lexus (met de RX 300) en Mercedes (met de ML klasse). Door een ander platform (gebaseerd op dat van een vrachtwagen) had deze auto een voordeel ten opzichte van zijn directe concurrenten bij het rijden op terrein.
In de late jaren 90 vielen de verkopen van Infiniti terug en bleef het bedrijf achter bij Lexus en Acura. Het succesmodel Q45 was verworden tot een onherkenbaar en onbestuurbare sedan en kreeg de bijnaam "de Japanse Lincoln". Ook andere modellen vielen tegen en vonden weinig aftrek.
Omstreeks 2000 werd Infiniti met uitsterven bedreigd. Het bedrijf begon met het ontwikkelen van krachtige en sportieve luxe-auto's. De heropleving van het merk begon met een herontworpen Q45 in 2002. In het volgend jaar was het de G35 die Infiniti terug op de kaart zette. Deze op de Nissan Skyline gebaseerde G35 overtrof zijn voorganger, de op de Nissan Primera gebaseerde G20 in grote mate. De compacte sportauto werd een succes. De sportief uitgevoerde SUV FX45 liftte mee op dit succes.

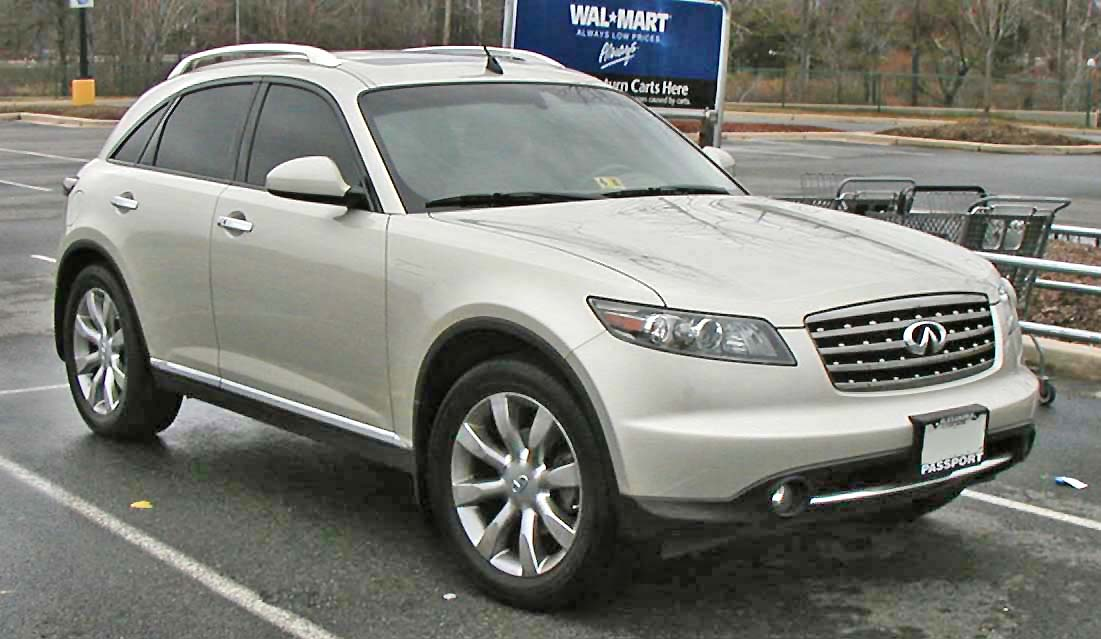
2006 Infiniti FX

Anno 2005 staat Infiniti bekend als "de Japanse BMW" en het merk komt steeds meer los te staan van Nissan.

## Europa
Sinds 2008 is Infiniti ook aanwezig in Europa. De eerste vestiging opende in Parijs gevolgd door Brussel, Rotterdam en Amsterdam. Voor de Europese intrede werden alle wagens grondig aangepast "aan 500 punten". Zowel de remmen, de motor, het design als het interieur werden aangepast en vooral beter afgewerkt voor de lokale markt. In 2010 zijn de eerste dieselmotoren van Infiniti gelanceerd, op de FX, M en EX. Op 31 maart 2020 stopte Infiniti met de verkoop van nieuwe auto's in West-Europa omdat het niet meer rendabel zou zijn.

## Modellen

### Huidige modellen
- Infiniti G37 (sedan, AWD sedan, coupé en cabriolet modellen)
- Infiniti M (M37, M35h (hybride) en M30d in Europa M37/M37x en 56 in de VS)
- Infiniti EX (EX37 en EX30d in Europa, EX35 in de VS)
- Infiniti FX (FX37, FX50 en FX30d in Europa, FX35 en FX45 in de VS)
- Infiniti QX56 (alleen in de VS leverbaar)
- Infiniti Q50 (sedan, AWD sedan - 2.0T (AT), 2.2D (AT/MT), 3.5V6 Hybrid (AT))
- Infiniti Q70 (sedan, AWD sedan - 2.0T (AT), 2.2D (AT/MT), 3.5V6 Hybrid (AT))
- Infiniti Q30 (hatchback/crossover - 2.0T (AT), 1.6D
- Infiniti Q60 (coupé - 3.0 Bi-Turbo - 405Pk)

### Vorige modellen
- Infiniti M30
- Infiniti G20
- Infiniti J30
- Infiniti I (I30, 1996-2001; I35, 2002-2004)
- Infiniti Q45
- Infiniti QX4

### Toekomstige modellen en Concept auto's
- Infiniti Kuraza (conceptvoertuig, geen concrete productieplannen)
- Infiniti Coupe Concept (conceptvoertuig, waarschijnlijk de voorbode van de G35 Sport coupé)

## Verkoopcijfers VS 1989-2010
De verkoopcijfers van Infiniti in de Verenigde Staten:
.